# Maison des deux Barbeaux
La Maison des deux Barbeaux est une maison située à Bar-le-Duc dans le département de la Meuse en région Lorraine.
De style Renaissance richement décorée, la maison doit son nom au romancier André Theuriet qui la décrit dans un de ses romans.
Elle est classée aux monuments historiques depuis le 5 juillet 1993.

## Présentation
Les fenêtres possèdent des frontons variés d'où semblent se pencher des bustes de femmes. Les chambranles des fenêtres sont ornés de sirènes sculptées en ronde-bosse, dont les têtes soutiennent un fronton échancré.

## Historique
Logis d'un gentilhomme au XVIIIe siècle, le romancier et académicien André Theuriet décrit l'édifice dans un de ses romans et le baptise Maison des deux Barbeaux.
La façade sur rue, la toiture, et le vantail de la porte sont classés aux monuments historiques le 5 juillet 1993.